# Казашко хетманство
Казашкото хетманство (на украински: Гетьманщина, на полски: Hetmańszczyzna), официално: Запорожка войска (на украински: Військо Запорозьке; на латински: Exercitus Zaporoviensis), е казашка държава, съществувала между 1648 и 1764 г. в района на днешна Централна Украйна (Винишка област, Днепропетровска област, Кировоградска област, Полтавска област и Черкаска област), както и от части в днешна Русия (12 западни района на Брянска област), Беларус (град Лоев и беларуската част на Полесия) и Молдова (северната част на Приднестровието). Начело на държавата стои хетманът на Запорожката войска.
Хетманството е основано от хетмана на Запорожката войска Богдан Хмелницки по време на въстанието от 1648 – 57 г. в източните територии на Полско-литовската държава, а именно – Киевското войводство, Брацлавското войводство, Черниговското войводство, Волинско войводство, както и южните части на Смоленското войводство и Минското войводство.
Установяването на васални отношения с Московското царство в Переяславското споразумение от 1654 г. се счита за знаков момент на Казашкото хетманство от съветската, украинската и руската историография. Вторият Переяславски събор през 1659 г. допълнително ограничава независимостта на хетманството, а от руска страна се правят опити споразуменията, постигнати с Юрий Хмелницки през 1659 г., да бъдат обявени за нищо повече от „предишните споразумения на Богдан“ от 1654 г. Андрусовският договор от 1667 г. – състоял се без никакви представители на Казашкото хетманство – устройва границите между Полско-литовската държава и Руското царство, разделяйки хетманството на две части по протежение на река Днепър (в Левобрежна Украйна и Дяснобрежна Украйна).
След неуспешен опит от страна на хетман Иван Мазепа за прекъсване на отношенията с Русия през 1708 г., цялата територия на хетманството е анексирана и включена в Киевска губерния на Руското царство (по-късно на Руската империя), а казашката автономия е силно ограничена. Императрица Екатерина II Руска официално премахва институцията на хетмана през 1764 г., а в периода 1764 – 1781 г. Казашкото хетманство е преименувано на Малоруска губерния в състава на Руската империя, ръководена от Пьотър Румянцев, като последните остатъци от административната система на хетманството са премахнати през 1782 г.

## Име
Официалното име на Казашкото хетманство (или Казашки хетманат или Хетманщина) е Запорожка войска (на украински: Військо Запорозьке). То ест, името на войската и името на нейната държава, която е предмет на тази статия, са идентични и не трябва да се объркват.
Историографският термин хетманство (на украински: Гетьманщина) е измислен в края на 19 век, произлизащ от думата хетман – титлата на военния главнокомандващ на Запорожката войска и наставката -сто като в думите царство или кралство. Въпреки че не е разположено в историческата област Запорожие(на руски език), името на хетманството произлиза от казаци от Запорожката Сеч, както и от общоприетото наименование на украинските казаци като политическа и военна общност.
Конституцията, издадена от хетман Пилип Орлик на 5 април 1710 г. (официално: Договори и наредби за правата и свободите на Запорожката армия), нарича територията Украйна (на украински: Україна, на латински: Ucraina), като това име се среща също в различни полски, османски и арабски източници. Казашкото хетманство е наричано от Османската империя Държава Украйна (на турски: Ukrayna memleketi). В текста на Бучашкия мирен договор(на руски език) от 18.10.1672 г., сключен в град Бучач между Полско-литовската държава и Османската империя, Казашкото хетманство се упоменава като Украинска държава (на полски: Państwo Ukraińskie). Карта на Украйна, направена от Йохан Хоман, нарича територията на хетманството Украйна или Казашка земя (на латински: Ukrania quae et Terra Cosaccorum). В руската дипломатическа кореспонденция тя е наричана Малорусия (на руски: Малороссия).
Основателят на хетманството, Богдан Хмелницки, обявява себе си през февруари 1649 г. пред полския кралски наместник Адам Кисил за владетел на Rутенската държава. В писмо до Константин Щербан (1657 г.) той нарича себе си на латински: Clementiae divinae Generalis Dux Exercituum Zaporoviensium. Велико княжество Руско(на руски език) е друго име предложено на казашкия хетман за неговата територия като част от нова Полско-литовско-руска държава(на руски език) на мястото на дотогавашната Полско-литовска държава.

## Основаване
През 1648 г. започва въстанието на Богдан Хмелницки в Полша (1648–1657 г.). След много успешни военни операции срещу поляците, хетман Богдан Хмелницки триумфално влиза в Киев на Коледа 1648 г., където е приветстван като освободител на народа от полски плен. През февруари 1649 г., по време на преговори в Переяслав(на руски език) с полска делегация, Хмелницки дава да се разбере на поляците, че иска да бъде хетман на Рутения, простираща се до Хелм и Галик, и да я съгради с помощта на татарите. Той ги предупреждава, че в противен случай възнамерява да поднови военните си действия. Богдан Хмелницки е провъзгласен за хетман на Запорожката войска. По време на въстанието де факто се формира нова държава, начело с хетмана на Запорожката войска – Казашкото хетманство (официално наричано в документите от онова време Запорожка войска или Войска Запорожска).

Новата държава обхваща източните територии на Полско-литовската държава, а именно – Киевското войводство, Брацлавското войводство, Черниговското войводство, Волинско войводство, както и южните части на Смоленското войводство и Минското войводство.
- Полско-литовската държава през 1619 г., от която се отцепва Казашкото хетманство
- Казашко хетманство в периода 1649 – 1654 г. на фона на границите на съвременна Украйна
- Карта от 1648 г., озаглавена „Общо изображение на Пустите низини, казано на прост език – УКРАЙНА – и съседните ѝ провинции“. Северът е изобразен в долната част на картата.
- Обща карта на границите на новите земи на Украйна през 1649 г. – паланките (областите) Подолия, Киев, Брацлав
- Карта от 1720 г. на латински език, озаглавена „Украйна или казашката земя със съседните провинции Влахия, Молдова и Малък Татарстан, изобразена от Йоханес Баптист Хоман. Нюрнберг“
- Територията на Казашкото хетманство (лилаво), Запорожката Сеч (оранжево) и Слободска Украйна (зелено) през 1740 – 1750 г.

След Переяславската рада от 1654 г. и подписването на Переяславския договор от 1654 г. с Руското царство, хетманът на регистърните казаци става васал на московския цар и получава титлата „Хетман на Запорожката на Негово царско пресветло величество войска“, а Казашкото хетманство („цялата Запорожка войска с нейните градове и земи“) били окончателно сложени под руско поданство („под високата ръка на господаря“).
През септември 1658 г. Иван Въйговски подписва с поляците Гадячкия договор (по името на град Гадяч в днешна Украйна), според който подвластните на Запорожската войска територии (Казашкото хетманство), трябва да станат част от Жечпосполита под името Велико руско княжество, което да бъде равноправно с Кралство Полша и Великото литовско княжество. В съответствие с договора, казашките старшини трябвало да получат същите права като полската шляхта (благородничество). Хетманът също щял да получи титлата – „Велик хетман на Руското княжество“. Същевременно, едно от основните условия на Гадяческия договор било връщането на територията на Хетманството на полските помешчици и католическата църква, изгонени по време на въстанието на Богдан Хмелницки, чрез прехвърлянето на всички загубени имоти на тяхно име.
Все пак, това споразумение, което имало много поддръжници сред казашките старшини, срещнало силна опозиция в лицето на обикновените казаци, гражданското население и селяните на хетманството, които не искали връщането на полско-католическото иго.
В хетманството избухва гражданска война (на украински: Руїна; 1657 – 1687 г.), в резултат на която Въйговски бил принуден да подаде оставка като хетман, а на негово място отново е избран синът на Богдан Хмелницки – Юрий.
Въпреки това, след битката край Слободище на 7 – 8 октомври 1660 г. в рамките на Руско-полската война (1654 – 1667 г.), Юрий Хмелницки претърпява поражение, капитулира и преминава на страната на Жечпосполита, но това решение не било одобрено от всички казаци. В Левобрежна Украйна казаците не признали Слободищенския трактат (мирния договор), подписан от Хмелницки, и избрали за свой хетман переяславския полковник Яким Сомко, който обаче не бил подкрепен от московския цар и затова носел само титлата хетман (вместо Хетман на Запорожката на Негово царско пресветло величество войска). Разколът между привърженици и противници на Переяславската рада в крайна сметка довежда през 1660 г. до разделянето на Запорожката войска и управляваното от нея Казашко хетманство на две части – териториите откъм левия бряг на река Днепър се наричат Левобрежна Украйна и са подчинени на Руското царство; а териториите откъм десния бряг образуват Деснобрежна Украйна и стават част от Жечпосполита.
След няколко неуспешни опита за обединение, предприети от двете страни, през 1667 г. било сключено Андрусовското примирие, което официално затвърждава разделянето на Казашкото хетманство по поречието на река Днепър.

## Административнно-териториално деление
По време на Въстанието на Богдан Хмленицки от 1648 – 1657 г. срещу полско-литовското господство над казашките земи, на територията контролирана от въстаниците по образец на полските регистърни полкове са сформирани казашки полкове, съставени от местното население на териториално-милицейски принцип, като с течение на времето тези военно-териториални структури се укрепват и се запазват при военната и административно-териториалната структура на създадената по време на въстанието държава, която официално се нарича Запорожка войска, а полу-официално – Казашко хетманство.
По време на хетман Богдан Хмелницки административно-териториалното деление на Казашкото хетманство се препокрива със структурата на Запорожката войска и съответства на йерархията на бойните подразделения, което осигурява бърза мобилизация на казаците.

### Единици

#### Курин
Най-долната териториална и военна единица е куринът, който се състои от няколко десетки казаци от дадено селище. Куринът се оглавява от избираем курински атаман, а местното събрание на жителите (местният парламент), което го подкрепя, се оглавява от избираем фогт. В края на XVII век в Левобрежна Украйна имало около 2 хил. селища, в които живеят около 1,5 млн. души.

#### Сотня
Курените се обединяват в сотни (ескадрони), състоящи се от 200 – 300 войници. Техните центрове се наричат сотнически селища. Войсковите дела на сотнята се ръководят от сотник, назначен от полковника, а гражданските дела – от градския атаман заедно с органите на буржоазното самоуправление. Сотнята има своя сотническа старшина (правителство) – есаул, писар и прапорщик. В Левобрежна Украйна през 1672 г. има 117 сотни, а в края на XVII век – 163 сотни. Съответства приблизително на днешните общини в България, които обединяват няколко населени места в себе си.

#### Полк
Най-висшата административно-териториална единица на Казашкото хетманство е полкът. Броят на полковете, като административно-териториални единици, периодически се колебае и варира между 16 и нагоре. Полковете имат различна големина и обхващат между 11 до 22 сотни. На чело на всеки полк стои полковник, назначаван пряко от хетмана. Полковниците ръководят своя полк в качеството му на военна единица, а също така те са и глава на полковите териториални окръзи с широки съдебни, наказателни и финансови правомощия. Център на полка е полковият град, където градският атаман отговаря за цивилните дела, а за буржоазните дела – органите на местното самоуправление. Там заседава полковата администрация, включваща полковник, есаули, обозник, писари, съдия и прапорщик. Броят на военослужещите казаците в административно-военните полкове варира. През 1723 г. те са наброявали средно около 5000 души, а в Нижинският полк са около 10 000 души. През 1782 г. броят на личния състав в административно-военните полкове нараства до 10 000 – 20 000 души, а в Нижинския полк – до 40 000 души.

#### Автономна територия – Запорожка Сич
Автономна единица в рамките на Казашкото хетманство се явява Запорожката Сеч, която е пряко подчинена на хетмана, като не влизал в състава на нито един от полковете и избира свой кошев атаман.

### Развитие

#### 1649 – 1660 г.
Съгласно Зборовския мирен договор от 16 октомври 1649 г., Запорожката войска (хетманството) се дели на 16 полка, с обща численост 40 000 души, разположени в бившите полско-литовски Киевско, Брацлавско и Черниговско войводства и разделени на общо 272 сотни. Всички останали полкове са ликвидирани.
| Герб | Название           | Полкови град |
|      | Белоцерковски полк | Била Церква  |
|      | Брацлавски полк    | Брацлав      |
|      | Калницки полк      | Калник       |
|      | Каневски полк      | Канев        |
|      | Киевски полк       | Киев         |
|      | Корсунски полк     | Корсун       |
|      | Переяславски полк  | Переяслав    |
|      | Умански полк       | Уман         |
|      | Черкаски полк      | Черкаси      |
|      | Черниговски полк   | Чернигов     |
|      | Чигирински полк    | Чигирин      |
|      | Полтавски полк     | Полтава      |
|      | Прилуцки полк      | Прилуки      |

През 1651 г. отделен от западните стотни на Белоцерковския полк е обособен Паволочският полк с център град Паволоч. През 1650 – 1654 г. за кратко време съществуват новосъздадени/възобновени стари полкове: Остерски полк с център град Остьор (1650 г.), Чечелницки полк с център град Чечелник (1650 г.), Чернобилски полск с център град Чернобил (1651 г.) и Новгородски полк с център град Новгород Северски (1653 – 1654 г.). Калницкият полк е реорганизиран и преименуван на Виницки полк с център град Виница и губи няколкостотин души в полза на Павлочския полк.
След Переяславската рада от 1654 г., съгласно клаузите на договора, наборът на казаците е увеличен до 60 хиляди. Това довежда до създаването на Борзнянския полк с център град Борзна (1654 – 1655 г.).
През 1654 – 57 г. територията на хетманството се разширява за сметка на южните територии на Великото литовско княжество – Берестейско, Минско и Мстиславско войеводство, както и пограничните територии на Волинското и Подолското воеводство. На техните територии се създават Волинският полк с център град Луцк и Подолският полк с център град Каменец Подолски. Също така по време на военната кампания на Золотаренко са възстановени/сформирани и Белоруският полк (наричан също Чауски полк) с център град Чауси (1654 – 67 г.), Пинско-Туровският полк с център град Туров, както и други полкове. В крайна сметка обаче беларуските и волинските територии са загубени – Богдан Хмелницки окончателно ги отстъпва на Московското царство по силата на Переяславските статии от 1659 г. и на Полско-литовската държава по силата на Слободищенския трактат.
След Андрусовският договор от 1667 г., с който Казашкото хетманство бива разделено между Полско-литовската държава и Московското царство по протежение на река Днепър (Левобрежна Украйна се завзема от Московското царство, а Деснобрежна Украйна от Полско-литовската държава), в Деснобрежна Украйна полковото административно-териториално устройство бива премахнато през 1714 г., а в Левобрежна Украйна то просъществува до 1782 г. От 1672 г.

#### Левобрежното хетманство от 1672 г.
Левобрежна Украйна се състои от 10 полка, които се запазват до 1775 г., когато Полтавският полк е анексиран от Русия. Останалите полкове формално продължават да съществуват до 1781 г., когато полковата система на хетманството е премахната.
| Герб | Название         | Полкови град | Герб | Название          | Полкови град |
|      | Гадяцки полк     | Гадяч        |      | Переяславски полк | Переяслав    |
|      | Киевски полк     | Киев         |      | Полтавски полк    | Полтава      |
|      | Лубенски полк    | Лубни        |      | Прилуцки полк     | Прилуки      |
|      | Миргородски полк | Миргород     |      | Стародубски полк  | Стародуб     |
|      | Нежински полк    | Нежин        |      | Черниговски полк  | Чернигов     |

Столицата на държавата се мести винаги там, където е резиденцията на хетмана. По време на съществуването на хетманството столица са били градовете Чихирин, Батурин и Глухов. Тук са се съхранявали държавните инсигнии – хетманският боздуган, бойните знамена, хетманският бончук и държавният печат.

#### Деснобрежното хетманство от 1669 – 1712 г.
Деснобрежна Украйна става част от Полско-Литовската държава и полковете постепенно са ликвидирани през 1670–1680-те години. Сред тях са:
| Герб | Название           | Полкови град      |
|      | Белоцерковски полк | Била Церква       |
|      | Брацлавски полк    | Брацлав           |
|      | Калницки полк      | Калник            |
|      | Каневски полк      | Канев             |
|      | Корсунски полк     | Корсун            |
|      | Могильовски полк   | Могильов Подолски |
|      | Паволочски полк    | Паволоч           |
|      | Умански полк       | Уман              |
|      | Черкаски полк      | Черкаси           |
|      | Чигирински полк    | Чигирин           |

През 1685 г. парламентът (сеймът) на Полско-литовската държава възстановява казашката система в Деснобрежното хетманство. Между 1684 – 1685 г. под ръководството на Семьон Палий на десния бряг на р. Днепър са възстановени Фастовският полк и Богуславският полк, а по-късно и Корсунският и Брацлавският полк.
През 1704 г. на десния бряг са създадени Чигиринският, Уманският и Могильовският полк. Центърът на деснобрежните казаци е град Била Церква.
В началото на 1711 г. част от полковете подкрепят хетмана Филип Орлик в похода му към Деснобрежна Украйна – военна кампания през януари-март 1711 г. с цел да прогони руските войски от нейната територия и да установи собствена власт под протектората на шведския крал Карл XII.
През 1711 – 1712 г., в резултат на споразумение между Московското царство и Полско-литовската държава, повечето казаци и цивилни са преместени на левия бряг по заповед на руските власти, а деснобрежните полкове са ликвидирани.

#### Реорганизация и ликвидация
В процеса на ликвидиране на автономията на хетманството с указ от 16 септември 1781 г. неговата полкова и сотническа система е унищожена, а съществуването на Втората малоруска колегия е прекратено. На територията на казашката администрация са създадени три руски намесничества, а от останалите казаци са формирани седем леко-конни полка (със заповед от 28 юни 1783 г.):
- Глуховски полк (с част от Нежинския полк от 1783 г. – след 1917 г.)
- Лубенски полк (едноименен казашки полк с четири сотни от Прилуцкия полк, 1783 – 1789 г.)
- Переяславски полк (едноименен казашки полк с осма сотня на Лубенски полк, 1783 – 1796 г.)
- Нежински полк (1783 – 1800 г.)
- Софийски полк (с части от Прилуцки и Нежински полкове, 1783 – 1800 г.)
- Стародубски полк (1783 г. – до след 1917 г.)
- Тверски полк (главно съставен от сотни на Киевски и Переяславски полкове, 1783 – 1796 г.).

Освен това три полка лека кавалерия са сформирани по-рано с директива от 1 май 1779 г. от наемните войници на хетмана от XVIII век, които по-късно са допълнени от казаци:
- Киевски полк (попълване от Гадячски и Лубенски полкове, 1779 г. – до след 1917 г.)
- Северски полк (попълване от Миргородски и Гадячски полкове, 1779 – 1833 г.)
- Черниговски полк (попълване от едноименния казашки полк, 1779 – 1833 г.).[35]

По-късно те са включени в състава на Руската императорска армия като първоначално от казашките полкове се сформират кирасирски полкове, а на базата на компанийските полкове са сформирани драгунски полкове. Към момента на Украинската революция (1917 – 1921 г.), целяща с оглед на разпада на Руската империя да бъде възстановена украинската държавност, съществуват само три полка, датиращи от времето на Богдан Хмелницки: 9-ти хусарски и 6-ти и 12-ти драгунски. Личният състав на два от тях се присъединява към армията на Украинската народна република, а Глуховският драгунски полк, който от 1917 г. е съставена предимно от руснаци, е разформирован във Волиния през януари 1918 г.

## Държавно устройство
Системата на управление в Казашкото хетманство е създадена по време на Богдан Хмелницки. В средата на XVII век тя наподобява военна диктатура с елементи на демокрация. От края на XVII век тази система еволюира към монархическо-републиканска система, подобна на Полско-литовската държава, където кралят се избира пожизнено от средата на шляхтата (благородничеството).
Държавният глава е хетманът на Запорожката войска. Той е избиран пожизнено от Казашкия съвет чрез общо, открито гласуване. Хетманът олицетворява върховната изпълнителна и съдебна власт, ръководител е на централния държавен апарат и е глава на всички съсловия.
Върховният орган на властта е Генералната старшина (правителството), състояща се от старши военоначалници на Запорожката войска. По времето на хетман Богдан Хмелницки тя се нарича войскова старшина. Тя се състои от обозник, съдия, писар, двама есаули, прапорщик, щандартоносец и ковчежник.
- Генералният писар отговаря за Генералната войскова канцелария (ведомството на хетмана), която има координираща функция между членовете на генералната старшина (с изключение на съдиите, които са били независими).
- Генералният обозник оглавява оръжейницата, има правомощията на заместник-хетман и при необходимост става временно-изпълняващ длъжността хетман.
- Генералните съдии отговарят за съдебната система. Генералният съдия съди държавни престъпници, разглеждал апелации и молби за помилване, контролира работата на местните съдилища. На заседанията на Генералния съд (върховния съд) са призовавани съдиите от градовете и селищата, намиращи се под надзора на Генералния съдия. Всички съдии се избирани.
- Генералният ковчежник отговаря за войсковата съкровищница (хазна), наречена по-късно Генерална съкровищна канцелария.
- Генералните есаули, прапорщици и щандартоносци изпълняват функциите на генерални адютанти на хетмана.[37]

Генералната старшина формира консултативен орган към хетмана – Старшински съвет (подобно на Министерски съвет на България).
Източникът на властта и защитникът на държавния суверенитет са изключително представители на казашкото съсловие. Другите съсловия са изключени от държавното управление. Някои градове и манастири се ползвали с магдебургско право на самоуправление (автономни от централната държавна власт).
Хетманството съчетава чертите на републиканска и авторитарна система. Върховната власт е представена от три органа: Генерален войскови съвет (парламент), хетман и Съвет на генералните старшини. Въпреки че Генералният войскови съвет е бил най-висшият, законодателен орган, избиран от народа, то хетманът и Съветът на генералните старшини обикновено го манипулират и значението му постепенно намалява. Това се дължи от части на процедурата за вземане на решения на Генералния войскови съвет: тълпата вдигала ръце, саби и хвърляла шапки, което водело до използването на акламация. Хетман Богдан Хмелницки постепенно се отказва да го свиква, като решава делата сам или ги прехвърля на Старшинския съвет. Необходимостта от свикване на Генералния войскови съвет обаче е продиктувана от нуждата да се укрепи властта на хетмана пред лицето на нарастващата опозиция на старшините. Свиквайки Генералния войскови съвет (парламента) хетманът може да заяви, че народните представители са на негова страна и по този начин да легитимира действията си. След смъртта на Богдан Хмелницки, в контекста на изострящата се политическа борба, значението на Генералният войскови съвет значително нараства.
Според украинският професор по история Виктор Хоробец поради редица обстоятелства институцията на Генералния войскови съвет е подкрепян от московските власти от края на 1650-те години. Основната причина за интереса на московската страна към запазването на институцията и разширяването на нейните функции е осъзнаването на възможността за по-успешно манипулиране на настроенията на участниците в едно широко народно събрание на казаците в сравнение с натиска върху числено по-тясна и професионално по-добре подготвена група от висши и средни казашки старшини.
На различни етапи от историческото развитие съотношението на силите между основните елементи на политическата система на хетманството – Генералния войскови съвет, Съвета на генералните старшини, хетмана и генералните старшини и полковниците – не остава непроменено, а претърпява съществени промени. В резултат на това политическият режим в някои случаи придобива черти, характерни за авторитарно управление, а в други – за олигархично управление.
Авторитарният режим се установява по време на хетманствата на Богдан Хмелницки, Петро Дорошенко, Демян Многогришни, Иван Самойлович и втората половина от управлението на Иван Мазепа. На определени етапи всички тези хетмани са имали планове да създадат свои собствени управляващи династии и да заменят авторитарния избирателен режим с монархическо наследствено управление. Типични олигархични режими са хетманствата на Иван Виговски, Юрий Хмелницки, началото на управлението на Демян Многогрешни, Иван Самойлович и Иван Мазепа, както и на Иван Скоропадски, Павел Полуботок и Даниил Апостол.
Политическата власт в Казашкото хетманство е по същество моноцентрична – центърът на вземане на решения е Генералната войскова канцелария (ведомството на хетмана) и централните органи на управление, на които са подчинени всички местни структури на казашкото управление. Хетманството се характеризира с по-висока степен на централизация на властта в сравнение с Полско-литовската държава, но с по-ниска степен в сравнение с Руската империя. В казашка Украйна градското самоуправление е запазено, а представителите на полковите власти се чувстват доста самоуверени, особено от 1710 г. нататък. Някои от полковниците, които са имали силна подкрепа от местните елити или високопоставени покровители от обкръжението на руския монарх, не са били твърде зависими от хетманското управление и съответно не са обръщали голямо внимание на неговите заповеди. Тези негативни явления са особено силно изразени по време на хетманството на Иван Скоропадски.
С въвеждането на Малоруската колегия в Украйна през 1722 г. започва уеднаквяването на общоимперските нормите на организация на държавния живот, функционирането на деловодството, въвеждането на руските юридически кодекси в правната област, мобилизирането на материалните ресурси на региона за общоимперски нужди и т. н. Руските власти се опитват де факто да ликвидират институциите на Хетмана и Генералната старшина, да заменят формално избираемата полкова администрация с назначени пряко от центъра на влатта руски офицери, както и да трансформират съдебната и финансовата система.

## Парична система
През XVII – XVIII век в Казашкото хетманство, което е под влиянията на Полско-литовската държава и Руското царство, съществуват няколко вида парични бройни системи (полска, литовска, руска).
Съотношението на отделните видове парична бройни системи може да се види от следните данни:
- Полска червена злота (на украински: червоний злотий; на полски: czerwony złoty; сродно на българските златици) = 2 полски талера.
- Полски талер = 3 червени злоти и (90 полски гроша) = 11⁄2 копа (72 литовски гроша) = 60 руски копейки.
- една копа грошове = 60 литовски гроша = 5⁄6 полски талер = 21⁄2 полски злоти (75 полски гроша) = 50 руски копейки.
- Полска злота = 30 полски гроша = 1⁄3 полски талер = 2⁄5 копа (24 литовски гроша) = 20 руски копейки.
- Полски шостак = 6 полски гроша = 4 руски копейки.
- Полски грош = 4⁄5 литовски гроша = 2⁄3 руски копейки.
- Литовски грош = 11⁄4 полски грош = 5⁄6 руски копейки.
- Полски шаг = 3 полски гроша = 2 руски копейки.
- Руска денга = 1⁄2 руска копейка.
- Руска гривна = 20 руски денги = 10 руски копейки.
- Руска полушка = 1⁄4 руска копейка.
- Руски алтън = 3 руски копейки = 6 руски денги.
- Полдва = 11⁄2, полтрета = 21⁄2, полчетверта = 31⁄2, полпета 41⁄2, полшеста 51⁄2 и т. н.

- Полска червена злота, отсечена през 1621 г. по време управлението на Сигизмунд III Ваза
- Полски талер от 1631 г.
- Полска злота, 1671 г.
- Полски шостак, 1682 г.
- Полски грош, 1767 г.
- Литовски грош с лика на Сигизмунд III Васа с неговия портрет и литовски Витис, 1626 г.
- Полски шаг, 1664
- Руска денга, 1704 г.
- Руска денга, 1705 г.
- Руска копейка, 1705 г.
- Руска гривна (гривенник), 1701 г.
- Руска полушка, 1707 г.
- Руски алтъйн, 1704 г.

## Отслабването на Казашкото хетманство
Оттогава десният бряг на Казашкото хетманство (известен като Деснобрежна Украйна) се превръща в арена на борба между Жечпосполита, Османската империя и отделни казашки отряди. В тази борба широко се използва титлата хетман, която последователно се носи от протежета на воюващите страни. При тези условия се наблюдава значително отслабване на хетманската власт по деснобрежието.
По левия бряг на Казашкото хетманство (известен като Левобрежна Украйна) постепенното ограничаване на правомощията на хетмана започва почти веднага след разделянето на хетманството. Тук хетманите били подложени на натиск от две страни едновременно: от една страна, тяхната власт била непрекъснато намалявана от руското правителство; от друга страна, казашкият Съвет на старшините (правителството) също не желаел разширението на правомощията на хетмана. В резултат на това хетманите, принудени да маневрират, често правят отстъпки на едната или другата страна, като постепенно губят власт.
След разделянето на Хетманството, като резидентен град на хетманите в деснобрежните територии става град Чигирин, а в левебрежните територии резидентни градове стават последователно – Гадяч, Глухов и Батурин.
През 1704 г. казашките войски на левобережния хетман Иван Мазепа, заедно с руските войски, се възползват от въстанието срещу Жечпосполита и нахлуването в Полша от шведските войски по време на Северната война от 1700 – 1721 г., и окупират Деснобрежието; в резултат на това, Мазепа успява да обедини Левобрежното и Деснобрежното Хетманство под своята хетманска власт, а също така и Запорожието.
Все пак, през есента на 1708 г. преминаването на Мазепа на страната на шведите (обръщайки се срещу руснаците) в Северната война се оказва фатално, тъй като шведите биват поражени и това значително ускоряват процеса на отслабване на властта на хетманите.
След поражението, Мазепа бяга в чужбина заедно с шведите и бива убит. Казашкият Съвет на старшините, който бил останал верен на Мезапа дори в изгнание, избира на 5 април 1710 г. в град Бендери Филип Орлик за нов хетман на Запорожската войска, чиято титла той носи до своята смърт в изгнание през 1742 г.
На 6 мартЮл (17 март)Грег. 1747 г., само седмица след измяната на хетман Мазепа, в град Глухов бил избран нов лоялен на Руското царство хетман на запорожските казаци – по настояване на Петър I хетман станал Иван Скоропадски, който по време на Полтавската битка възглавявал верните на Петър I казашки отряди.
Все пак, през 1710 г., под управлението на Скоропадски, е създадена длъжността „господарски министър“, специален чинновник, който трябвал да отговаря пред правителството за благонадежността на хетмана и да участва заедно с него в управлението. Първият такъв чиновник бил суздалският губернатор – Андрей Петрович Измайлов – който живеел съвсем в съгласие с хетмана. Но още през есента на същата година Измайлов е уволнен и на негово място вече са назначени двама: думовият чиновник Виниус и столникът Фьодор Протасиев.
През 1720 г. при хетмана била създадена Генерална войскова канцелария. Тя била изпълнително-административно учреждение на Генералното правителство, подчинено на хетмана. То отговаряло за административното, военното, съдебното и финансовото управление на държавата. В неговите компетенции влизало разглеждането на граждански искове и апелации срещу решенията на по-нисшите съдилища, воденето на дела и обнародването на универсалните укази на хетмана, както и упражняването на нотариални функции.

## Запорожки хетмани в Руската империя
Иван Скоропадски е хетман до смъртта си на 3 юли 1722 г. Буквално няколко дни преди смъртта му, на 28 юни 1722 г., Петър I създава Малоруската колегия в Глухов, състояща се от един председател – бригадир Веляминов, и шест щаб-офицери от малоруските гарнизони. Така вместо двама руски чиновника при хетмана вече имало седем. След смъртта на Скоропадски пълномощията на хетмана фактически преминават в ръцете на Генералната войскова канцелария и Малоруската колегия.
Още на следващия ден след смъртта на Скоропадски, на 4 юли 1722 г., още преди обявяването на официалните нови избори, казашкия Съвет на генералните старшини избира Павел Полуботок за нов хетман, но неговите правомощия не били официално потвърдени от руската администрация – след като получава новината за смъртта на Скоропадски, Петър I нарежда Казашкото хетманство за в бъдеще да се управлява от Съвета на генералните старшини (в това число полковник Полуботок заедно с генералните старшини), който трябвал да се консултира по всички въпроси с президента на Малоруската колегия – Степан Веляминов.
На 22 май 1723 г. Полуботок и старшината са извикан в Санкт Петербург „за отговор“ относно организирането на антируска дейност и подстрекаване на народа срещу императора. В Санкт Петербург Полуботок продължил да апелира към императора и Сената по повод неправомерните действия на Малоруската колегия, поискал нейната ликвидация и предложи тя да бъде заменена с Генерален съд в състав от седем души. На 23 юни Петър I със свой указ забранява на казашката старшина да провежда нови избори за хетман. Някои старшини, които се осмелили да не се съгласят с царя по този въпрос, се озовали в ареста. През септември 1723 г. започват разпити на Полуботок и старшините в Тайната канцелария. Полковник Данило Апостол и един старшина занесли в Санкт Петербург петиция от името на цялата Запорожка войска, в която те искат разрешение за провеждане на хетмански избори и премахване на данъците, наложени от Малоруската колегия, след което на 10 ноември 1723 г. разгневеният Петър I нарежда Полуботок, старшината и всички, които им помагат, да бъдат затворени в Петропавловската крепост. Разпитите продължават около година и в средата на 1724 г. делото на Полуботок е отнесено до Върховния съд. До съд обаче не се стига: на 29 декември 1724 г. Полуботок умира в килията от болест.
Останалите старейшини, арестувани наедно с тях, остават в Петропавловската крепост до смъртта на Петър I през 1725 г.
След това на територията, контролирана от Русия, нов хетман се избира за първи път отново едва през 1727 г. (с разрешение на император Петър II). За хетман бил избрал Даниил Апостол. Въпреки известно разширяване на територията на юрисдикцията на хетмана (под чиято власт е прехвърлен Киев), разпускането на Малоруската колегия и редица проведени от него реформи, неговите правомощия са доста по-урязани. След смъртта на Даниил Апостол през 1734 г. хетмани вече не се назначават.

Последен хетман на Запорожката казашка войска в състава на Руската империя стнал през 1750 г. Кирил Разумовски. През 1764 г. той подава оставка и Екатерина II с указ от 10 ноемвриЮл (21 ноември)Грег. 1764 г. премахва хетманската титла и длъжност. Наново се основава Малоруската колегия (просъществувала до 1786 г.) и е създадена длъжността генерал-губернатор. 

## Общество
Социалната структура на хетманството се състои от пет групи: благородство, казаци, духовенство, граждани и селяни.

### Благородници
Както е било по време на Полско-литовската държава, така и в Казашкото хетманство благородството продължава да бъде доминиращото социално съсловие, въпреки че неговият състав и източник на легитимност в новото общество са се променили радикално. По време на въстанието на Богдан Хмелницки презт 1648 – 57 г. полските благородници и полонизираните рутенски магнати бягат от хетманските земи. В резултат на това новото благородничество сега се състои от сливане между ония благородници, които са останало на територията на хетманството (стари благороднически семейства, които не са се поддали на полонизацията и по-малките благородници, които са участвали във въстанието на страната на казаците срещу Полско-литовската държава), с членове на новопоявилата се казашка офицерска класа. За разлика от полските благородници, чиито земи били преразпределени, благородниците, лоялни към хетманството, запазили своите привилегии, земите си и услугите на селяните. Заедно старите благородници и новите казашки офицери станали известни като Отличени военни другари (на украински: Znachni Viiskovi Tovaryshi). По този начин съществото на благородническия статус било фундаментално променено. То вече не зависело от древната потомственост, а вместо това от лоялността към хетманството. С течение на времето обаче земите и привилегиите на казашките офицери също стават наследствени и казашката благородническа и офицерска класа придобива огромни поземлени имоти, сравними с тези на полските магнати, чието място са заели и на които са подражавали.
- Благородно момиче
- Благородна дама
- Благородна дама
- Благородник

### Казаци
Повечето казаци не успяват да навлязат в аристократичното съсловие и продължават ролята си на свободни войници. Казаците от по-нисък ранг често се възмущавали от по-богатите си съжители и често са отговорни бунтове, особено по време на Разорението – период на нестабилност и гражданска война през 17 век. Тези негодувания често са били използвани от Руската империя. Запорожката Сеч служила като убежище за казаците, бягащи от хетманството, както е било преди въстанието на Хмелницки.
- казашки полковник
- казашки сотник
- казашки писар
- казашки редник

### Духовенство
По време на хетманството Римокатолическата църква и униатското духовенство са прогонени от Украйна. „Черното“ или монашеско православно духовенство се радва на много висок статус в хетманството, контролирайки 17 % от територията на хетманството. Манастирите били освободени от плащането на данъци и на селяните, обвързани с манастирите, били забранено да се откажат от задълженията си спрямо манастира. Православната йерархия станала толкова богата и мощна, колкото и най-могъщите благородници. „Бялото“ или женено православно духовенство също е освободено от плащане на данъци. Синовете на свещениците често влизат в духовенството или на казашка държавна служба. Не било необичайно благородници или казаци да стават свещеници и обратно.

### Градски жители
Дванадесет града в рамките на хетманството се радват на магдебургски права (т. е. градски права), в които те се самоуправляват и контролират собствените си съдилища, финанси и данъци (за разлика от селата, където управляват чорбаджии). Богатите граждани можели да заемат длъжности в държавния апарат или дори да си купят благороднически титли. Тъй като градовете като цяло са били малки (най-големите градове Киев и Нежин са имали не повече от 15 000 жители), тази социална група не е била много значима в сравнение с други социални групи.
- Градско момиче
- Градска жена
- Градски мъж

### Селяни
Селяните съставляват по-голямата част от населението на хетманата. Въпреки че принудителният труд на селяните е значително намален след Хмелницкото въстание, при което полските чорбаджии-земевладелци и магнати са прогонени от хетманството, то лоялните към хетмана благородници, както и православната църква, очакват селяните под техен контрол да продължат да работят за тях. Така в резултат на въстанието приблизително 50 % от територията на хетманството представлява земя на казашки офицери или свободни самоуправляващи се села, контролирани от селяните; други 33 % от територията са собственост на казашки офицери и благородници, а 17 % от земята е собственост на църквата. С течение на времето размерът на територията, притежавана от благородниците и офицерите, постепенно нараства за сметка на земите, притежавани от селяните и редовите казаци, а селяните са принудени да работят все повече дни за своите стопани.
- Селянка (момиче)
- Селянка (момиче)
- Селянка (жена)
- Селянин (мъж)

## Виж също
- Хетман на Запорожката войска
- Запорожка войска
- Казашка войска
- Слобода Украйна
- Запорожки казаци
- Запорожка сеч